# 4月8日 (旧暦)
旧暦4月8日（きゅうれきしがつようか）は、旧暦4月の8日目である。六曜は大安である。

## できごと
- 嘉応元年（ユリウス暦1169年5月6日） - 高倉天皇即位のため、仁安より嘉応に改元
- 文治2年（ユリウス暦1186年4月28日） - 捕えられ鎌倉に送られた源義経の愛妾・静御前が源頼朝、北条政子の前で義経を恋慕する「賤や賤」の舞を披露する
- 長禄元年（ユリウス暦1457年5月1日） - 太田道灌が武蔵国荏原郡桜田郷に江戸城を築城
- 永禄12年（ユリウス暦1569年4月24日） - 織田信長が宣教師ルイス・フロイスに京都居住を認める
- 元和3年（グレゴリオ暦1617年5月12日） - 駿河・久能山から移された徳川家康の遺体が日光・奥院廟塔に改葬される

## 誕生日
- 釈迦、仏教の祖（生歿年諸説あり）
- 久安3年（ユリウス暦1147年5月9日） - 源頼朝、武将（+ 1199年）
- 天明元年（グレゴリオ暦1781年5月1日） - 橘守部、国学者（+ 1849年）
- 文政7年（グレゴリオ暦1824年5月6日） - 徳川家定、江戸幕府13代将軍（+ 1858年）
- 文政10年（グレゴリオ暦1827年5月28日） - 佐藤尚中（山口舜海）、蘭学医・順天堂医院開設（+ 1882年）
- 天保4年（グレゴリオ暦1833年5月26日） - 岸田吟香、ジャーナリスト・岸田劉生の父（+ 1905年）
- 天保12年（グレゴリオ暦1841年5月28日） - 境川浪右衛門、14代横綱（+ 1887年）

## 忌日
- 観応2年/正平6年（ユリウス暦1351年5月4日） - 赤松範資、武将（* 1280年）
- 景泰元年（ユリウス暦1450年5月18日） - 世宗、李氏朝鮮国王（* 1397年）
- 慶長12年（閏4月）（グレゴリオ暦1607年6月2日） - 結城秀康[1]、初代福井藩主・徳川家康の次男（* 1574年）
- 文久2年（グレゴリオ暦1862年5月6日） - 吉田東洋、土佐藩士（* 1816年）

## 記念日・年中行事
- 灌仏会（花祭り）